# Paunzenhofen
Paunzenhofen (früher auch Panzenhofen) ist ein Ortsteil in der Gemeinde Obertaufkirchen im oberbayerischen Landkreis Mühldorf am Inn.

## Lage
Die Zwei-Höfe-Einöde Paunzenhofen liegt 200 m nordwestlich des Kagenbachs etwa 3 km südlich der Autobahnausfahrt 16 (Schwindegg) der Bundesautobahn A 94.

## Bevölkerungsentwicklung

Paunzenhofen 1, Hauptgebäude, 2023

Paunzenhofen 1, Nebengebäude, 2023

Im Jahr 1861 lebten in Paunzenhofen 13 Einwohner in acht Gebäuden. Um 1950, wohnten dort in der Nachkriegszeit des Zweiten Weltkriegs 17 Einwohner. Im Mai 1987 gab es nur noch sechs Einwohner, die in zwei im Amtlichen Ortsverzeichnis aufgelisteten Wohngebäuden lebten.
| Jahr      | 1861 | 1871 | 1925 | 1950 | 1970 | 1987 |
| Einwohner | 13   | 18   | 10   | 17   | 7    | 6    |